# 詹姆斯·卡拉漢
卡地夫的卡拉漢男爵倫納德·詹姆斯·卡拉漢 KG PC（1912年3月27日—2005年3月26日），英國工黨政治家，1976年至1979年出任英國首相。通稱吉姆·卡拉漢，另有「陽光吉姆」（Sunny Jim）和「大吉姆」（Big Jim）等綽號。此外，卡拉漢是唯一一位曾出任四大內閣重臣職位，即英國首相、財政大臣、內政大臣和外交大臣的人。
卡拉漢於1964年至1967年出任財政大臣，當時英國經濟陷入混亂，他除了應付財政赤字，又要阻止投機者狙擊英鎊。但到了1967年11月，英國政府仍無可奈何地將英鎊貶值，卡拉漢因此辭職，但得到挽留，與羅伊·詹金斯對調職位，自1967年至1970年出掌內政大臣。任內，卡拉漢諮詢北愛爾蘭政府後，決定將英軍撤出北愛爾蘭。
卡拉漢1974年3月重返政府，出任外務大臣，負責重新就是否加入共同市場展開談判，並在1975年全民投票中，表態支持英國留在歐洲經濟共同體。當哈羅德·威爾遜1976年辭任首相後，卡拉漢繼任首相和黨魁。
在卡拉漢任內，工黨於下議院只佔少數，被迫與細小黨派如阿爾斯特統一黨合作，日後備受批評的「自由黨-工黨協議」（Lib-Lab Pact）也是因此而生。後來，卡拉漢嘗試以公投方式下放權力到蘇格蘭，但失敗而回。
在1978年至1979年爆發的「不滿的冬天」，更使工黨政府陷於癱瘓，當時，無數的工業糾紛、大罷工和高失業率，使卡拉漢政府聲望急挫。國會於1979年3月28日通過對卡拉漢的不信任動議，從而舉行1979年大選，最終卡拉漢敗於保守黨的戴卓爾夫人，結束工黨執政。

## 早年生涯
卡拉漢的父親是一位英國皇家海軍，家族具有愛爾蘭人血統，父親在他9歲時逝世。卡拉漢早年入讀北樸次茅斯文法學校（Portsmouth Northern Grammar School ，即今日的梅菲爾德學校，英文為Mayfield School），16歲時他便開始工作，於稅務局任職文員，後來更獲擢升為稅務督察。擔任稅務督察期間，卡拉漢創立了一所工會，名為稅務人員協會（Association of Officers of Taxes），並且是該會的重要成員。稅務人員協會合併為稅務局職工聯盟（Inland Revenue Staff Federation）後，卡拉漢擔任過該聯盟的全職助理秘書。
工會的工作使卡拉漢结识哈羅德·拉斯基，拉斯基是工黨全國行政委員會主席，也是倫敦政治經濟學院的知名學者。他曾鼓勵卡拉漢競選國會議席。但第二次世界大戰爆發後，卡拉漢於1943年決定參加皇家海軍，並得到了海軍上尉軍階。退役後，卡拉漢曾出選南加地夫選區，後來轉到東南加地夫選區，並在1945年英國大選贏得該議席。一直到1987年，卡拉漢都在加地夫的選區中擁有國會議席。

## 國會生涯
卡拉漢在1947年獲任命為交通部的國會秘書，見證了斑馬線的引入和貓眼的廣泛使用。他在1950年轉任海軍部的國會及財務秘書，在歐洲評議會代表英方，反對成立一支歐洲軍隊。
作為一位在工黨中受歡迎的人物，當工黨自1951年到1964年成為反對黨的時候，卡拉漢每年都獲聘任到影子內閣。自1955年至1960年，卡拉漢又擔任警察聯盟的國會顧問，負責就增加警務人員薪酬一事展開談判。在1960年，卡拉漢出選工黨副黨魁一職，主張反對單方面裁減核武，雖然這點政綱得到右翼的候選人喬治·布朗支持，但由於卡拉漢資歷尚淺，副黨魁一位最後仍由布朗奪得。
在1961年，卡拉漢成為了影子內閣的財政大臣，到了1963年，由於工黨黨魁休·蓋茨克因病去世，卡拉漢遂競逐黨魁一職，但結果在選舉屈居第三。當工黨贏得1964年英國大選後，卡拉漢正式被任命為財政大臣，依照政府制定的政策，著手應付財政赤字，及阻止投機者對英鎊的狙擊。為了避免英鎊貶值，卡拉漢又努力向其他中央銀行貸款和提出加稅，企圖穩定經濟。
然而，六日戰爭的爆發和連串的港口罷工，加速了投機炒賣，促使英國政府在1967年11月18日，將英鎊由每英鎊兌換2.80美元貶值到每英鎊兌換2.40美元。事後，卡拉漢立即請辭，但得到首相哈羅德·威爾遜挽留留任多兩星期，再與羅伊·詹金斯對調職位，改任內政大臣。任內，基於他的工會背景，卡拉漢在1969年對另一位閣僚，芭芭拉·卡素爾提出的就業法表示大力反對，事件中，卡拉漢一直佔有上風，最終使卡素爾的《免於衝突》（In Place of Strife）白皮書流產，而兩人的紛爭更被稱為「唐寧街戰役」（The Battle of Downing Street）。與此同時，工黨內一些反對威爾遜的人士亦開始動搖威爾遜的管治，並寄望以卡拉漢取而代之。卡拉漢則負責與北愛爾蘭的阿爾斯特統一黨政府談判，促使英軍撤出北愛爾蘭。
威爾遜在1970年大選中，出乎意料地被保守黨的愛德華·希思擊敗下台。但卡拉漢未有趁機挑戰威爾遜的黨魁地位，從而進一步取得威爾遜的信任。在1972年，卡拉漢負責重新制定工黨的政策方針，並提倡政府和工會間要有「社交契約」（Social Contract），此外，卡拉漢又帶頭撓過威爾遜，反對希思政府將英國成為歐洲共同體的一員。
威爾遜在1974年3月重新當選首相後，卡拉漢獲委任為外務大臣，負責重新就英國加入共同市場的會籍條款作出談判。經過一連串的談判後，卡拉漢和內閣均同意英國在新的條款下留在歐洲共同體，並呼籲國民在1975年的公投中投下贊成票。

## 首相
在1976年3月16日，威爾遜突然宣佈辭職，並非正式地支持卡拉漢成為他的繼任人。隨後，卡拉漢在1976年工黨黨魁選舉中順利當選黨魁，並出掌首相一職。至此，卡拉漢是唯一一位出任過四大國務大臣，即財政大臣、內政大臣、外務大臣和英國首相的人。
雖然卡拉漢支持工會運動，又得到工會支持，但相比起威爾遜，他並不是一位左翼份子。卡拉漢在1950年代一直支持休·蓋茨克，出任黨魁後更把左翼的芭芭拉·卡素爾趕出內閣。
然而，卡拉漢仍跟隨威爾遜的方針，讓內閣做到均衡參與，當中，曾是黨魁競爭對手，又是左翼的邁克爾·富特，更得到卡拉漢重用。富特獲卡拉漢任命為下議院領袖外，又讓他主理政府的立法事務。不久以後，工黨因為補選而失去多數優勢，工黨政府都是依靠卡拉漢和富特的讓步和合作，才得以維持。
在1977年，卡拉漢捲入了用人唯親的醜聞。他的女婿，彼得·傑伊（Peter Jay）是一位有名記者，卻從無參政經驗，但仍被任命為駐美國大使，結果引來了一番爭論。
由於工黨在下議院只佔小數，卡拉漢被迫與其他小黨派合作，當中，工黨和自由黨更簽署了「自由黨-工黨協議」。另一方面，卡拉漢企圖以公投方式下放權力到蘇格蘭和威爾斯，可是前者未能獲得所需的票數，後者更換來了激烈反響。然而，到1978年的秋天，普遍的民意調查仍顯示工黨的支持率領先保守黨，結果輿論一致認為卡拉漢將會召開大選，而卡拉漢的反應成為了他下台的主因。
卡拉漢一直哄騙反對黨，使外界以為他將在1978年9月初，透過電視宣佈即將舉行選舉，而他隨後的舉動更令人誤以為工黨仍然佔有優勢。他在一次工會會議中，模仿了老牌音樂廳歌手瑪莉·勞埃（Marie Lloyd），唱出了《Waiting at the Church》一曲嘲諷保守黨，儘管卡拉漢暗示自己沒有承諾舉行大選，但事件卻使評論員誤解了他的意思，認為他將舉行大選，並斷言保守黨一定毫無準備應戰。
在經濟方面，卡拉漢自上任4年以來，一直主要以控制勞工階層的薪金加幅來解決長期的通貨膨脹問題，而且也取得了相當的成功。因此，他認為維持控制薪金加幅的政策，將能繼續促進經濟繁榮，並有利他在1979年成功連任，結果，卡拉漢在1978年決定繼續限制薪金加幅在5%或以下。可是，這次工會卻不再妥協，反而對政策作出了強烈的反對，以期望得到更高的加薪幅度，在1978年至1979年間的冬天，國內出現了一連串的工業糾紛和大罷工，使市政服務陷於停頓，經濟處於混亂狀態，史稱「不滿的冬天」。「不滿的冬天」使工黨政府的聲望急挫，而在1979年初，卡拉漢從瓜德羅普的高峰會返回英國途中，向記者表示世界上的其他人並不認為英國存在所謂日益嚴重的混亂狀態，更使情況有火上加油之勢：
當時記者問：

「面對全國現在日益嚴重的混亂狀態，你會有甚麼行動？」

卡拉漢回答道：

「對，我想這只是觀點與角度的問題。我保證若你以局外人的眼光看這件事，而非你現在狹隘的眼光看，我很難相信世界的其他人會同樣認為，現在有所謂日益嚴重的混亂狀態。」

有關報導結果以頭版篇幅刊登在《太陽報》，並配以下列的標題：

「危機？甚麼危機？」（"Crisis? What Crisis?"）

下議院在1979年3月28日通過了對卡拉漢的不信任動議，迫使卡拉漢舉行大選。最後，以戴卓爾夫人為首的保守黨，在上奇广告的協助下，以「工黨沒有效用」（Labour isn't working）為口號，順利贏得大選。

## 晚年
卡拉漢在1980年9月辭任工黨黨魁，由邁克爾·富特接任。
1983年，卡拉漢得到「下院之父」的稱號，這稱號為在下院任議員時間最長者獨得，他和富特也是曾參與1945年英國大選而仍在世的人（但富特由1955年至1960年都不是下議院議員）。
1987年，卡拉漢獲授嘉德勳章，同年放棄競逐1987年英國大選，告別長達42年下議院議員生涯。不久，他被冊封為加地夫的卡拉漢男爵，晉身上議院。

卡拉漢的紋章。

卡拉漢的妻子奧黛麗·卡拉漢曾於1969年至1982年出任大奧蒙德街醫院（Great Ormond Street Hospital）主席，醫院也是彼得潘的版權持有者。奧黛麗·卡拉漢在1988年去信報社，指出彼得潘的版權快將過期。卡拉漢在上議院就《版權法》提出修正案，希望大奧蒙德街醫院能永久擁有《彼得潘》的版權，最終修正案獲得通過，但其永久性只適用於英國本土。
卡拉漢夫婦育有一名兒子和兩名女兒，其中女兒瑪格麗特在1992年晉爵為帕丁頓的傑伊女男爵（Baroness Jay of Paddington），曾於1998年至2001年出任上議院領袖。
2005年2月14日，卡拉漢超越麥美倫，成為最長壽的英國首相。
2005年3月26日，卡拉漢於他93歲生日前夕和妻子死後11日，逝世於東薩塞克斯郡惠靈瑪（Ringmer）農場，享年92歲又364日，比麥美倫多42日。

## 頭銜
- 詹姆斯·卡拉漢，Esq （1912年3月27日—1943年）
- 詹姆斯·卡拉漢上尉，Esq，RNVR （1943年—1945年7月26日）
- 詹姆斯·卡拉漢上尉，Esq，MP （1945年7月26日—1964年10月21日）
- 詹姆斯·卡拉漢上尉閣下，MP （1964年10月21日—？）
- 詹姆斯·卡拉漢閣下，MP （？—1987年4月23日）
- 詹姆斯·卡拉漢爵士閣下，KG，MP （1987年4月23日—1987年6月11日）
- 詹姆斯·卡拉漢爵士閣下，KG （1987年6月11日—1987年11月5日）
- 加地夫的卡拉漢勳爵閣下，KG，PC （1987年11月5日—2005年3月26日）

## 備注
1. ↑  “Callaghan”發音為 /ˈkæləhæn/ KAL-ə-han